# Gary A. Stevens
Gary Andrew Stevens, né le 30 mars 1962 à Hillingdon (Londres), est un footballeur international anglais.

## Biographie
Il évoluait au poste de milieu défensif.

## Palmarès
- 7 sélections et 0 but avec l'équipe d'Angleterre entre 1984 et 1986.